# La soule aneb Tvrdá hra
La soule aneb Tvrdá hra (v originále La Soule) je francouzský hraný film z roku 1989, který režíroval Michel Sibra podle vlastního scénáře. Snímek měl světovou premiéru dne 8. února 1989.

## Děj
V roce 1813 byla Grande Armée poražena v bitvě u Vitorie ve Španělském království. Během bitvy nechal dragounský poručík Pierre Cursey ukrást koně uprchlým seržantem Françoisem Lemercierem.
V roce 1815 po Napoleonově pádu se Cursey vydá hledat Lemerciera, kterého najde ve vesnici v Dordogne. Rozhodnou se soutěžit v extrémně násilném, až smrtícím sportu zvaném soule.

## Obsazení
| Richard Bohringer      | seržant François Lemercier |
| Christophe Malavoy     | poručík Pierre Cursey      |
| Marianne Basler        | Marion                     |
| Roland Blanche         | Gauberlin                  |
| Jean-Pierre Sentier    | kněz                       |
| Jean-François Stévenin | plukovník Valbert          |
| Éric Marion            | Marie-Joseph Granier       |
| Pierre Forget          | Étienne Granier            |
| François Caron         | venkovan                   |
| Harry Cleven           | royalista                  |
| Yohan Domengie         | Nicolas                    |
| Michel Fortin          | Graillat                   |
| Gérard Loussine        | Yergente                   |
| Yannick Saillet        | royalista                  |
| Jean-François Vlérick  | dragoun                    |

## Ocenění
- César: nominace na nejlepší filmový debut (Michel Sibra)